# Diócesis de Viterbo
La diócesis de Viterbo (en latín: Dioecesis Viterbiensis y en italiano: Diocesi di Viterbo) es una circunscripción eclesiástica de la Iglesia católica en Italia. Se trata de una diócesis latina, inmediatamente sujeta a la Santa Sede. Desde el 7 de octubre de 2022 su obispo es Orazio Francesco Piazza. 

## Territorio y organización

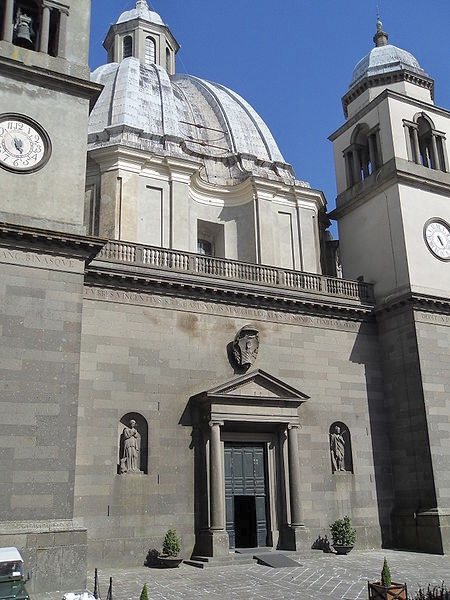
Concatedral de Santa Margarita, en Montefiascone

La diócesis tiene 2161 km² y extiende su jurisdicción sobre los fieles católicos de rito latino residentes en 35 comunas de la provincia de Viterbo en la región del Lacio: Acquapendente, Arlena di Castro, Bagnoregio, Barbarano Romano, Blera, Bomarzo, Canepina, Canino, Capodimonte, Castiglione in Teverina, Celleno, Cellere, Civitella d'Agliano, Farnese, Graffignano, Grotte di Castro, Gradoli, Ischia di Castro, Latera, Lubriano, Marta, Montefiascone, Onano, Oriolo Romano, Piansano, Proceno, San Lorenzo Nuovo, Tessennano, Tuscania, Valentano, Vejano, Vetralla, Villa San Giovanni in Tuscia, Viterbo y Vitorchiano.

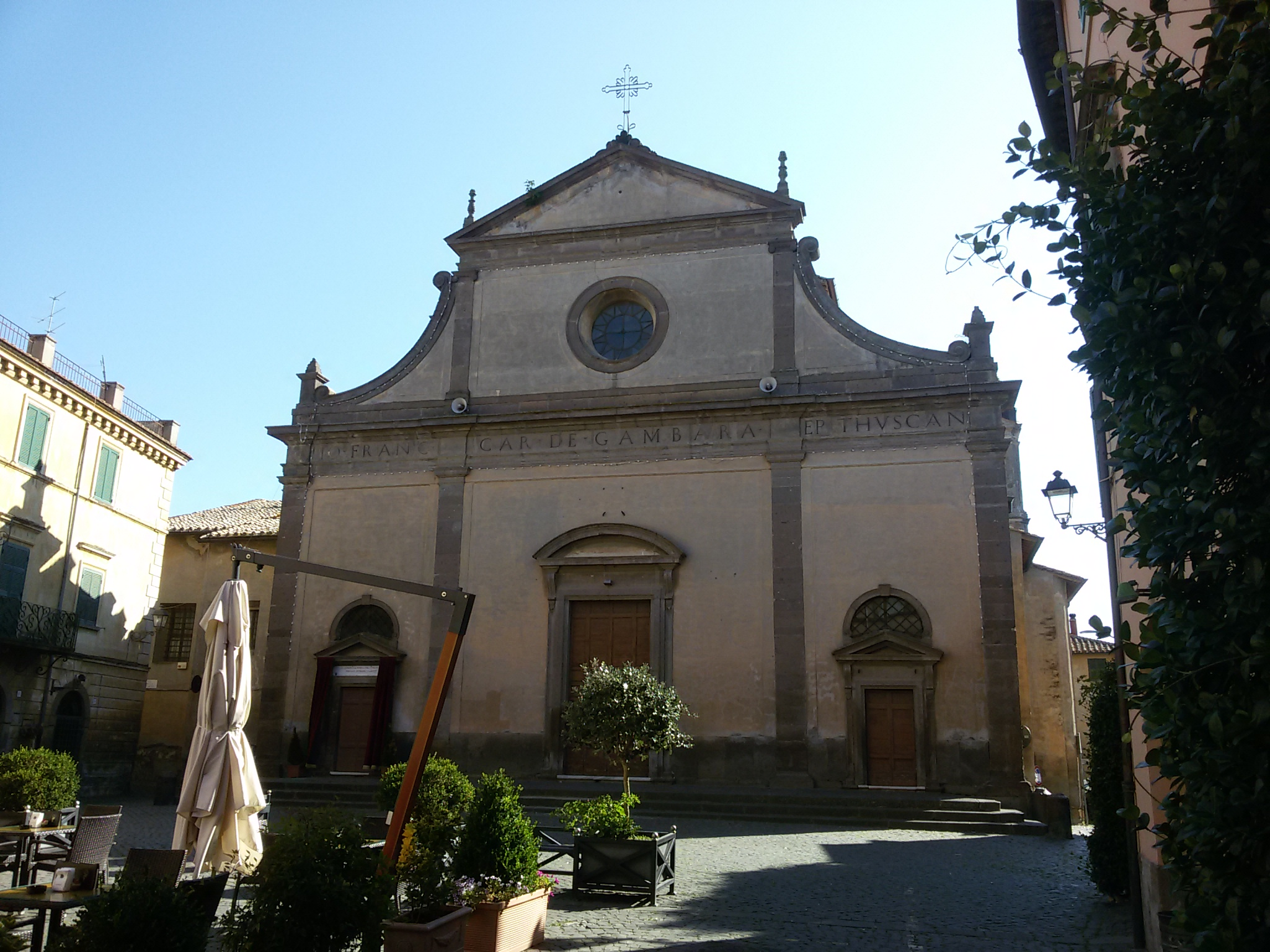
Concatedral de Santiago el Mayor, en Tuscania

La sede de la diócesis se encuentra en la ciudad de Tívoli, en donde se halla la Catedral de San Lorenzo. En el territorio diocesano hay cinco concatedrales: de Santa Margarita, en Montefiascone; de Santiago el Mayor, en Tuscania; de los Santos Nicolás, Donato y Buenaventura, en Bagnoregio; basílica del Santo Sepulcro, en Acquapendente; y la San Martín en San Martino al Cimino.

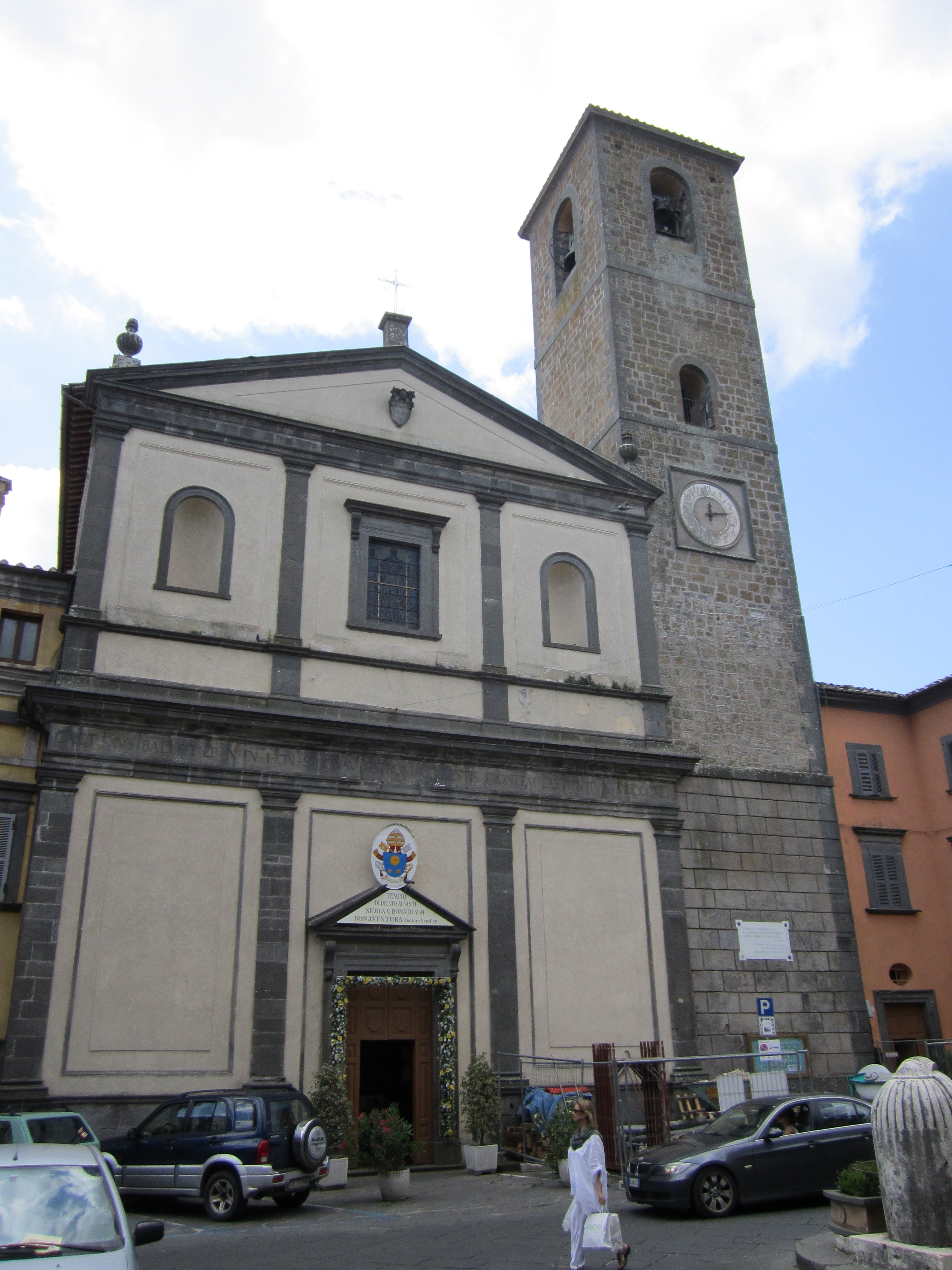
Concatedral de los Santos Nicolás, Donato y Buenaventura, en Bagnoregio

Además de la catedral y las concatedrales, se reconocen como basílicas menores las siguientes iglesias: San Flaviano, en Montefiascone; San Francisco en la Roca, en Viterbo; Santa María de la Quercia, en el distrito de La Quercia de Viterbo; y Santa María del Sufragio, en Grotte di Castro. Estas dos últimas iglesias también están incluidas entre los santuarios diocesanos, junto con los del Santissimo Crocifisso, en Castro, y la Madonna del Monte, en Marta, la Madonna del Castellonchio, en Graffignano, y el santuario de la Santa Corona, en Canepina.

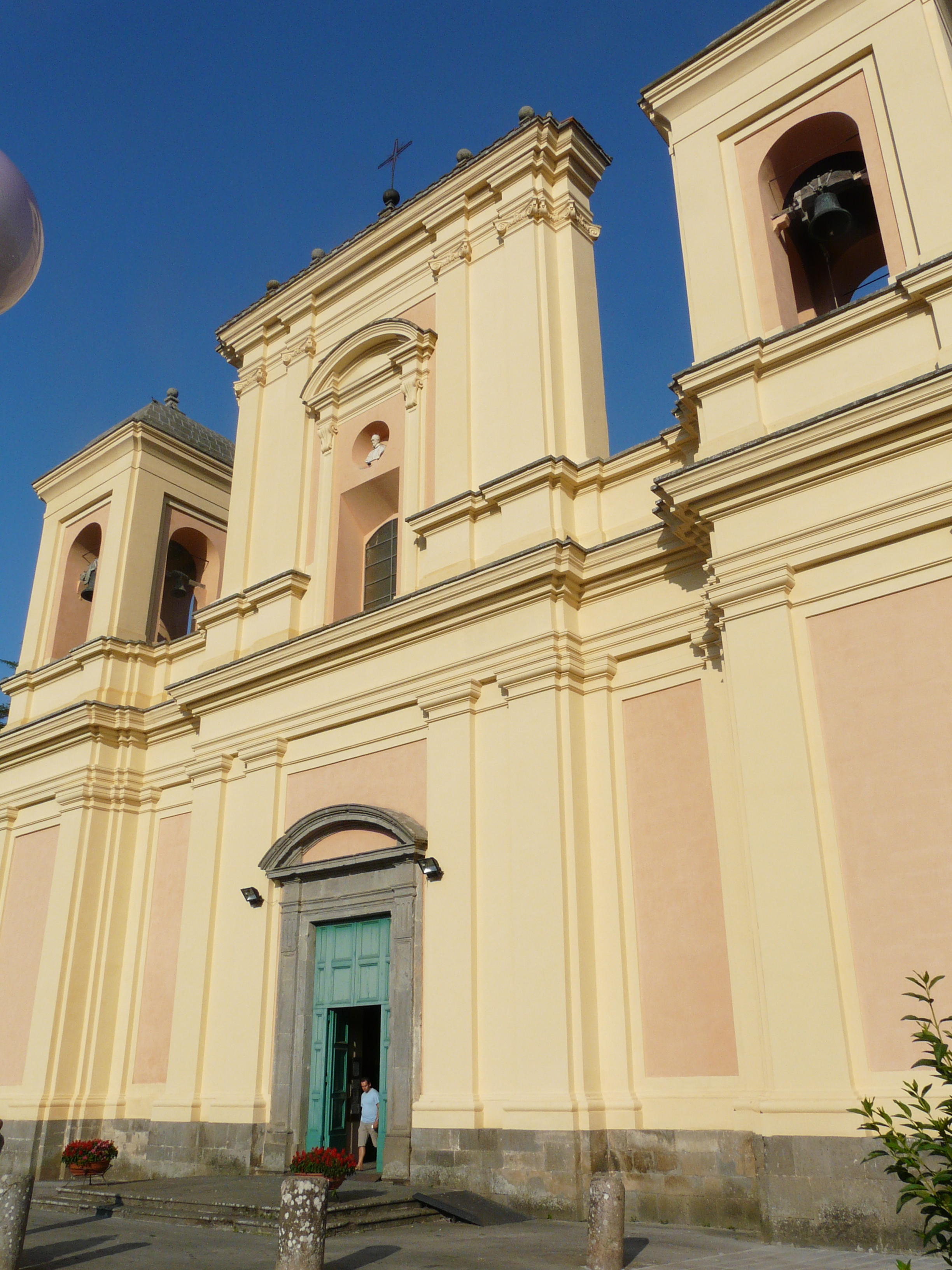
Concatedral basílica del Santo Sepulcro, en Acquapendente

En 2022 en la diócesis existían 99 parroquias agrupadas en 6 zonas pastorales: Acquapendente, Bagnoregio, Montefiascone, Tuscania/Valentano, Vetralla y Viterbo.

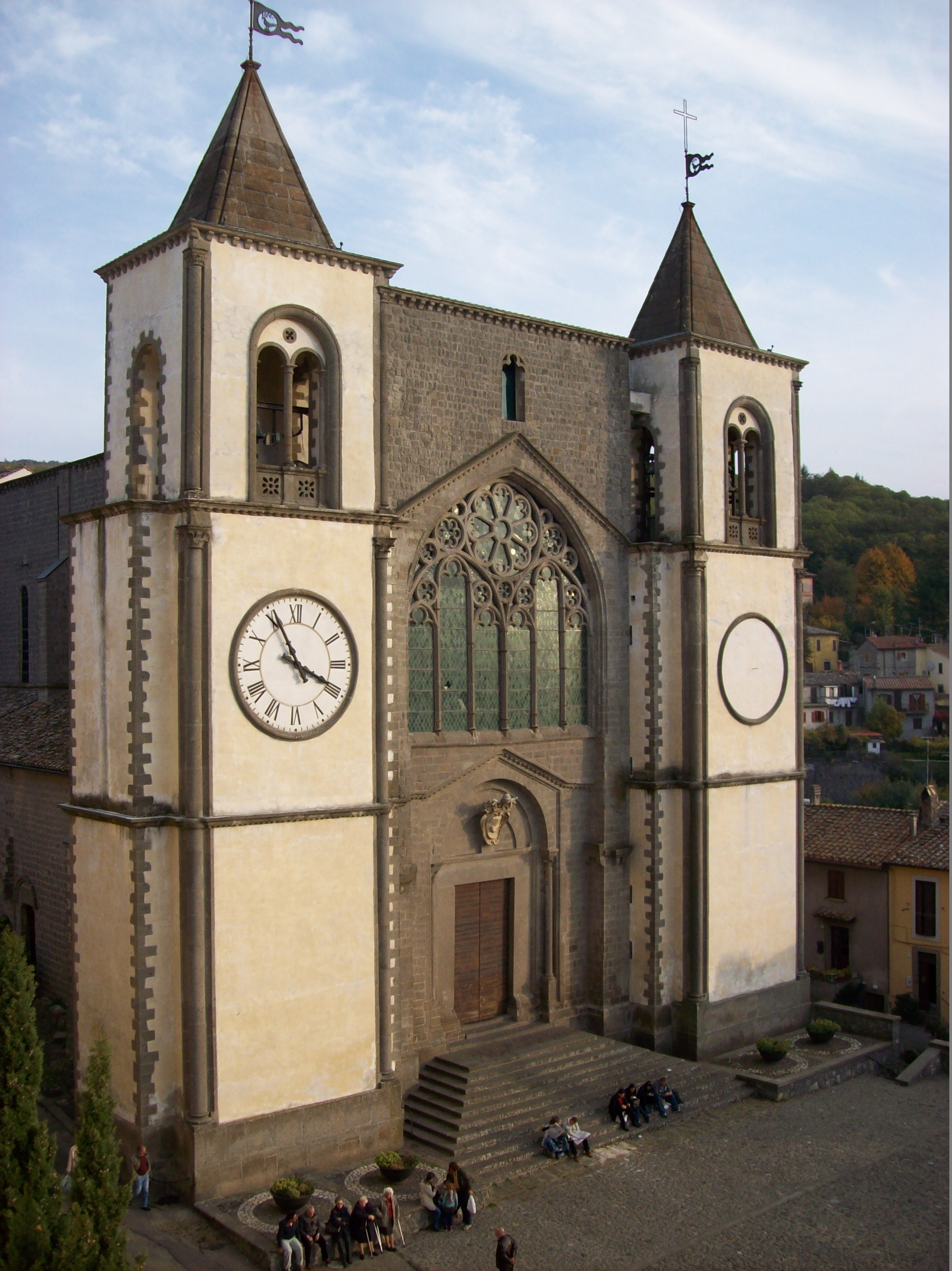
Abadía de San Martín, en San Martino al Cimino

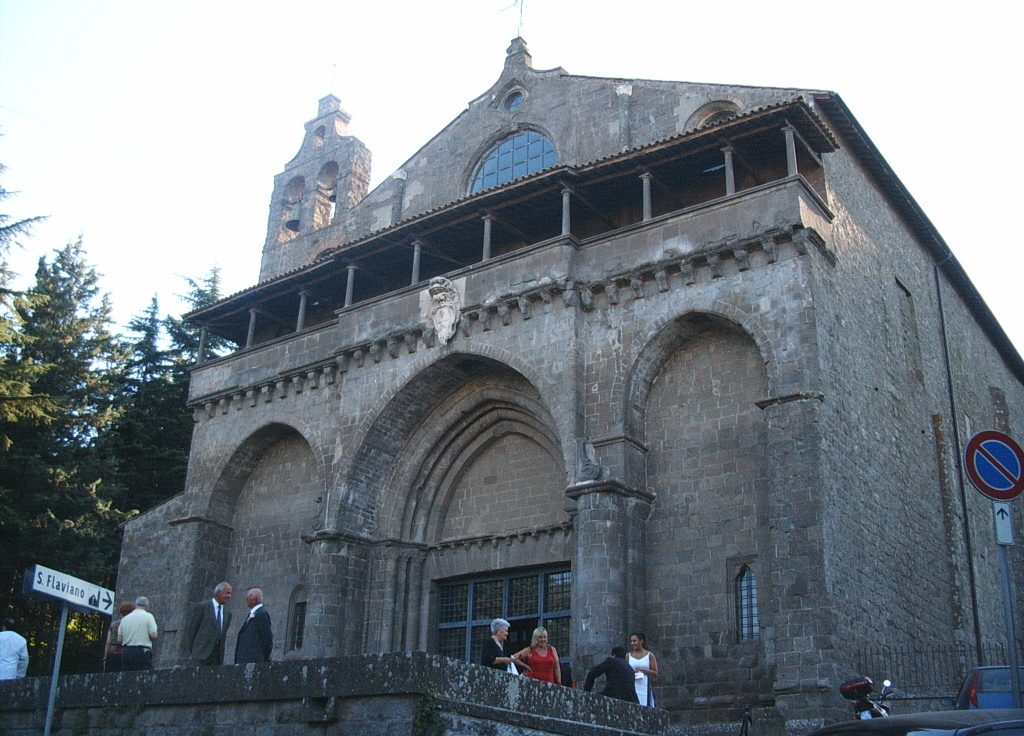
Basílica de San Flaviano, en Montefiascone

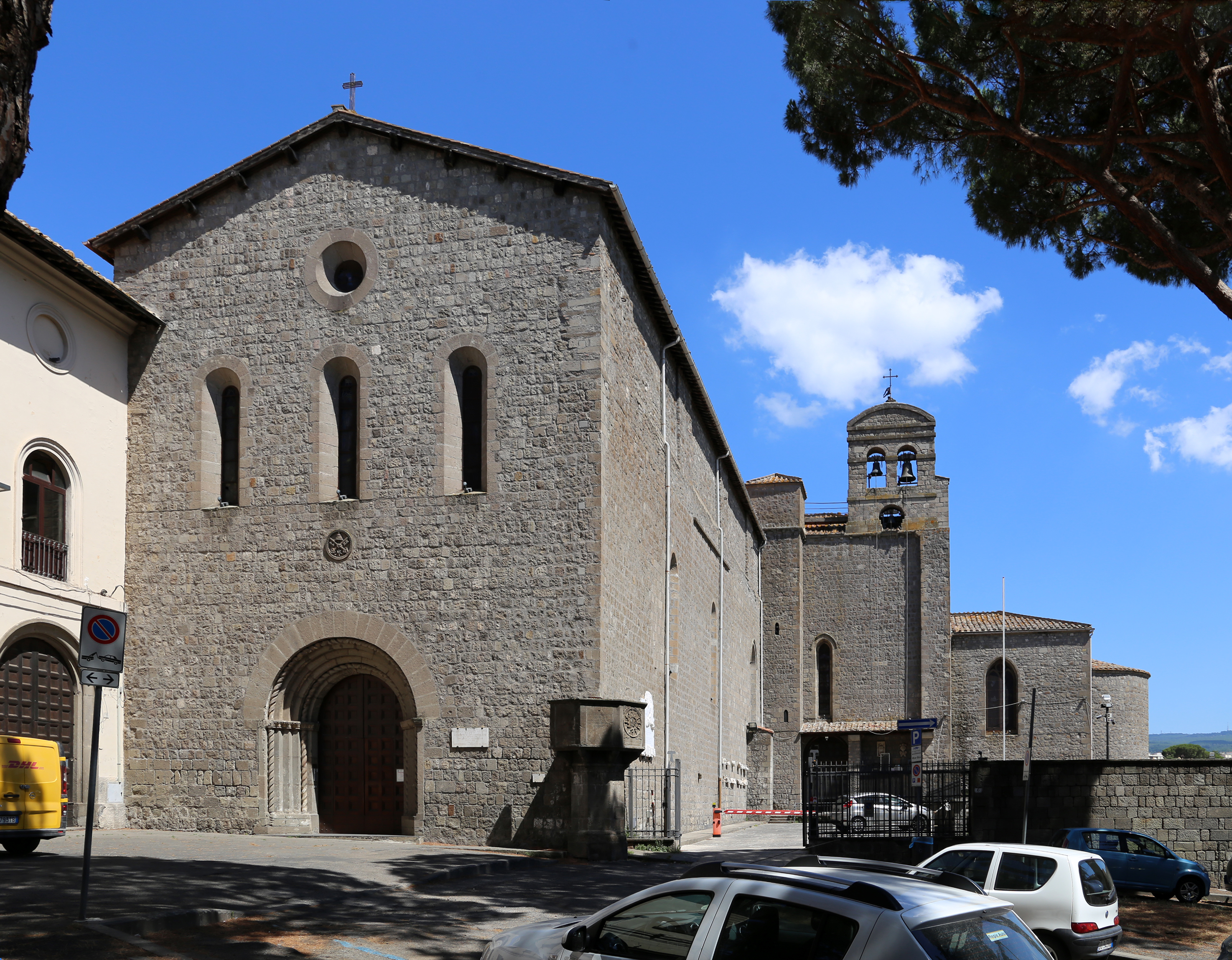
Basílica de San Francisco en la Roca, en Viterbo

## Historia
A partir del siglo XII la importancia económica y política de Viterbo creció, habiendo sido siempre parte de la diócesis de Tuscania, pero desde hace algún tiempo ya capital de un distrito civil (el comitatus Viterbiensis); en 1116 acogió por un breve período al papa Pascual II; en 1118, el emperador Enrique V declaró a Viterbo "ciudad libre" y confirmó todas las instituciones municipales; en 1145 el papa Eugenio III, huyendo de Roma, encontró refugio en Viterbo, donde permaneció ocho meses. El papa Adriano IV (1154-1159) recurrió a la misma elección en varias ocasiones. La ciudad se encontró a menudo en el centro de las luchas entre el papado y el Imperio durante la segunda mitad del siglo XII. «El predominio de la ciudad en la región era absoluto y elevarla a la sede episcopal no sólo se había vuelto apropiado, sino necesario».
La diócesis de Viterbo fue erigida por el papa Celestino III entre el 3 de agosto y el 4 de octubre de 1192. La bula de erección se perdió, pero el sucesor de Celestino, el papa Inocencio III, con la bula Ex privilegio del 12 de octubre de 1207 confirmó las decisiones de su predecesor, a saber que «Viterbiense oppidum honorable civitatis nome insignivit et pontificalis cathedrae honore decoravit», y también que la nueva diócesis siguiera siendo «specialiter unita» a la diócesis de Tuscania.
El primer obispo de las sedes unidas fue Giovanni, cardenal con el título de San Clemente desde 1189, que llevaba el doble título de episcopus Viterbiensis et Tuscanensis. Las dos sedes permanecieron unidas hasta 1986, es decir, durante casi ochocientos años. Sin embargo, el clero y el capítulo de Tuscania plantearon periódicamente dificultades para aceptar la unión con Viterbo. En 1294 el papa Celestino V tuvo que confirmar nuevamente las decisiones tomadas por sus predecesores. Posteriormente se decidió que para los documentos episcopales redactados en Tuscania, el título fuera episcopus Tuscanensis et Viterbiensis, mientras que para los documentos redactados en Viterbo episcopus Viterbiensis et Tuscanensis. La controversia se reavivó en el siglo XVII; la Rota romana en 1614 estableció que las «cathedras Tuscanenses et Viterbienses esse aeque principaliter unitas», es decir, que las cátedras de Tuscania y Viterbo estaban unidas aeque principaliter.
En la segunda mitad del siglo XIII, entre 1254 y 1280, Viterbo fue la sede de los papas y de la Curia romana. Por este motivo, el palacio episcopal se transformó en residencia papal, que acogió, de forma más o menos permanente, a ocho pontífices, desde Alejandro IV hasta Nicolás III. Durante este período, tuvieron lugar en Viterbo varios cónclaves, incluido el más largo de la historia, el que duró 1006 días, entre 1268 y 1271, para la elección del papa Gregorio X.
Para consolidar y afirmar su jurisdicción efectiva sobre el territorio, los obispos de Viterbo celebraron desde el principio sínodos diocesanos; las constituciones más antiguas, probablemente resultado de un sínodo, fueron las publicadas en 1254 por el obispo Alferio. Se conocen cuatro sínodos del siglo XIV, tres celebrados por Angelo Tignosi (1320, 1323 y 1339) y uno por Niccolò de' Vetuli, en Montalto di Castro en 1356.
En 1523 la diócesis de Nepi, que estaba unida a la diócesis de Sutri, fue conferida bajo administración apostólica al obispo de Viterbo, el cardenal Egidio da Viterbo; pero a su muerte, en 1532, se restableció la unión de Nepi con Sutri.
En el período post-tridentino, los obispos participaron activamente en la implementación de los decretos del concilio, a través de una serie de sínodos diocesanos, el primero de los cuales fue convocado por Sebastiano Gualterio (1551-1566), y visitas pastorales, de las cuales la primera fue implementada en 1573-1574. «Durante esta visita había 171 iglesias colegiatas, parroquiales, cofradías y monasterios (incluidos los masculinas), pero sólo 19 estaban clasificadas como colegiatas y parroquiales. En el censo de 1639, ordenado por Brancaccio, las parroquias de la ciudad eran diecisiete, con una población de 11 671 almas; en el resto de la diócesis había probablemente otras dieciséis iglesias parroquiales, además de un centenar de iglesias de monasterios y lugares piadosos.»
A mediados del siglo XIX, el territorio de Canepina, que formaba parte de la diócesis de Civita Castellana, Orte y Gallese, fue anexado a la diócesis de Viterbo.
El 2 de mayo de 1936, con la bula Ad maius christiani del papa Pío XI le fue unida in perpetuo ed aeque principaliter la abadía territorial de San Martino al Cimino.
El 8 de junio de 1970 Luigi Boccadoro, exobispo de Montefiascone y Acquapendente, fue nombrado también obispo de Viterbo y Tuscania y abad de San Martino al Cimino, uniendo así in persona episcopi las cinco sedes como obispo. Al año siguiente el mismo obispo fue nombrado administrador apostólico de la diócesis de Bagnoregio. Este fue el primer paso de un largo proceso que condujo a la unificación de todas las diócesis de la zona de Viterbo. Con la bula Qui non sine del 27 de marzo de 1986, el papa Juan Pablo II suprimió las diócesis de Tuscania, Montefiascone, Bagnoregio, Acquapendente y la abadía territorial de San Martino al Cimino y estableció que los territorios relacionados se agregaran a la diócesis de Viterbo. Con la misma bula el pontífice nombró como patrona de la diócesis a María venerada con el título de "Madonna della Quercia".
En 1998 se fundó en Viterbo el «Instituto Filosófico-Teológico de Viterbo», con las dos facultades de filosofía y teología, adscritas a la Universidad Pontificia de San Anselmo en Roma. El Instituto reúne tres instituciones anteriores: la escuela de teología del seminario interdiocesano de Viterbo, el instituto filosófico-teológico de los capuchinos y la institución similar de los josefinos de Murialdo. El Instituto tiene su sede en Viterbo, en el Instituto "San Pietro" de Giuseppini del Murialdo.
El 26 de mayo de 2004 se inauguró el «Centro de documentación diocesano para la historia y la cultura religiosa de Viterbo» (CE.DI.DO.), que reúne en un único conjunto los archivos históricos de la diócesis, del capítulo y del archivo individual de las parroquias y de las hermandades diocesanas, así como las bibliotecas del capítulo y de los antiguos seminarios de Viterbo y Tuscania.

## Estadísticas
Según el Anuario Pontificio 2023 la diócesis tenía a fines de 2022 un total de 194 000 fieles bautizados.
| Año                                                                             | Población            | Población | Población      | Sacerdotes | Sacerdotes    | Sacerdotes    | Bautizados por sacerdote | Diáconos permanentes | Religiosos | Religiosos | Parroquias |
| Año                                                                             | Bautizados católicos | Total     | % de católicos | Total      | Clero secular | Clero regular | Bautizados por sacerdote | Diáconos permanentes | Varones    | Mujeres    | Parroquias |
| ------------------------------------------------------------------------------- | -------------------- | --------- | -------------- | ---------- | ------------- | ------------- | ------------------------ | -------------------- | ---------- | ---------- | ---------- |
| 1950                                                                            | 73 406               | 73 480    | 99.9           | 112        | 66            | 46            | 655                      |                      | 115        | 395        | 39         |
| 1969                                                                            | 73 783               | 73 783    | 100.0          | 117        | 63            | 54            | 630                      |                      | 167        | 420        | 39         |
| 1980                                                                            | 83 951               | 85 000    | 98.8           | 96         | 50            | 46            | 874                      |                      | 126        | 330        | 44         |
| 1990                                                                            | 198 200              | 198 600   | 99.8           | 222        | 150           | 72            | 892                      | 2                    | 172        | 548        | 94         |
| 1999                                                                            | 162 400              | 163 400   | 99.4           | 189        | 115           | 74            | 859                      | 4                    | 123        | 461        | 96         |
| 2000                                                                            | 162 400              | 163 400   | 99.4           | 195        | 121           | 74            | 832                      | 7                    | 105        | 455        | 96         |
| 2001                                                                            | 162 400              | 163 400   | 99.4           | 184        | 116           | 68            | 882                      | 7                    | 111        | 455        | 96         |
| 2002                                                                            | 180 053              | 181 553   | 99.2           | 187        | 120           | 67            | 962                      | 7                    | 105        | 110        | 96         |
| 2003                                                                            | 180 053              | 181 553   | 99.2           | 186        | 124           | 62            | 968                      | 7                    | 72         | 138        | 96         |
| 2004                                                                            | 181 689              | 184 278   | 98.6           | 174        | 112           | 62            | 1044                     | 7                    | 117        | 112        | 96         |
| 2010                                                                            | 162 837              | 168 001   | 96.9           | 182        | 115           | 67            | 894                      | 11                   | 174        | 126        | 96         |
| 2014                                                                            | 174 400              | 181 116   | 96.3           | 173        | 112           | 61            | 1008                     | 11                   | 184        | 371        | 96         |
| 2017                                                                            | 175 000              | 181 000   | 96.7           | 156        | 97            | 59            | 1121                     | 12                   | 171        | 220        | 97         |
| 2020                                                                            | 176 360              | 182 450   | 96.7           | 156        | 97            | 59            | 1130                     | 12                   | 171        | 220        | 97         |
| 2022                                                                            | 194 000              | 201 500   | 96.3           | 157        | 98            | 59            | 1235                     | 13                   | 178        | 80         | 99         |
| Fuente: Catholic-Hierarchy, que a su vez toma los datos del Anuario Pontificio. |                      |           |                |            |               |               |                          |                      |            |            |            |

## Episcopologio

### Obispos de Viterbo y Tuscania
- Giovanni I † (agosto/octubre de 1192-después del 6 de abril[19] de 1199 nombrado cardenal-obispo de Albano)
- Raniero † (1199-circa 1222 falleció)
- Filippo † (1223 o 1224-después de 1226)[nota 3]
  - Raniero Capocci, O.Cist. † (mencionado en 1231) (administrador apostólico)[20]
- Nicola † (6 de octubre de 1233-?)[nota 4]
- Matteo † (mencionado en 1235)[nota 5]
  - Raniero Capocci, O.Cist. † (antes de marzo de 1243-1245 renunció) (administrador apostólico)[20]
- Scambio Aliotti † (15 de junio de 1245-después de mayo de 1253 falleció)
- Alferio † (27 de enero de 1254-después de abril de 1258 falleció)[21]
- Pietro I † (mencionado en marzo y  abril de 1259)[nota 6]
- Filippo, O.F.M. † (antes de noviembre de 1263-después de septiembre de 1285 falleció)[nota 7]
- Pietro II (de Romanuccio Capocci ?) † (24 de agosto de 1286-circa 1312 falleció)
- Giovanni di Veroli † (10 de marzo de 1312-1318 renunció)
- Angelo Tignosi † (19 de marzo de 1318-18 de diciembre de 1343 falleció)
- Bernardo del Lago † (6 de febrero de 1344-14 de julio de 1347 falleció)
- Pietro III † (13 de mayo de 1348-15 de julio de 1348 nombrado obispo de Verona)
- Giovanni III † (15 de julio de 1348-1348 falleció)
- Pietro Dupin † (10 de diciembre de 1348-18 de noviembre de 1350 nombrado arzobispo de Benevento)
- Niccolò de' Vetuli † (19 de noviembre de 1350-julio de 1385 falleció)
- Giacomo † (3 de septiembre de 1385-1389 falleció)
  - Lucido de Nursia, O.E.S.A. † (14 de diciembre de 1390-1394 espulsado) (antiobispo)[22]
- Ambrogio da Parma † (1389-circa 1391 falleció)
- Giacomo Ranieri † (1391-12 de julio de 1417 falleció)
- Giacomo di Angeluccio Uguzzolini (de' Gozzadini) † (17 de diciembre de 1417-2 de mayo de 1429 falleció)
- Giovanni Cecchini Caranzoni † (10 de febrero de 1430-1460 falleció)
- Pietro di Francesco Gennari † (19 de mayo de 1460-4 de agosto de 1472 falleció)
- Francesco Maria Scelloni, O.F.M. † (31 de agosto de 1472-5 de diciembre de 1491 falleció)[nota 8]
- Matteo Cybo † (12 de diciembre de 1491-1498 falleció)
  - Raffaele Sansoni Riario † (24 de agosto de 1498-16 de septiembre de 1506 renunció) (administrador apostólico)
- Ottaviano Visconti Riario † (16 de septiembre de 1506-6 de octubre de 1523 falleció)
- Egidio da Viterbo, O.E.S.A. † (2 de diciembre de 1523-12 de noviembre de 1532 falleció)
  - Niccolò Ridolfi † (16 de noviembre de 1532-6 de junio de 1533 renunció) (administrador apostólico)
- Giampietro Grassi † (6 de junio de 1533-agosto de 1538 falleció)
  - Niccolò Ridolfi † (8 de agosto de 1538-25 de mayo de 1548 renunció) (administrador apostólico)
- Niccolò di Antonio Ugolini † (25 de mayo de 1548-2 de noviembre de 1550 falleció)
- Sebastiano Gualterio † (30 de enero de 1551-16 de septiembre de 1566 falleció)
  - Giovanni Francesco Gambara † (7 de octubre de 1566-28 de marzo de 1576 renunció) (administrador apostólico)
- Carlo Montigli † (28 de marzo de 1576-10 de abril de 1594 falleció)
- Girolamo Matteucci † (5 de diciembre de 1594-21 de enero de 1609 falleció)
- Lanfranco Margotti † (26 de enero de 1609-28 de noviembre de 1611 falleció)
- Tiberio Muti † (19 de diciembre de 1611-14 de abril de 1636 falleció)
- Alessandro Cesarini Sforza † (14 de mayo de 1636-13 de septiembre de 1638 renunció)
- Francesco Maria Brancaccio † (13 de septiembre de 1638-30 de mayo de 1670 renunció)
- Stefano Brancaccio † (2 de junio de 1670-8 de septiembre de 1682 falleció)
- Urbano Sacchetti † (29 de marzo de 1683-3 de octubre de 1699 renunció)
- Andrea Santacroce † (24 de enero de 1701-10 de mayo de 1712 falleció)
- Michelangelo dei Conti † (1 de agosto de 1712-14 de marzo de 1719 renunció, luego electo papa con el nombre de Inocencio XIII)
- Adriano Sermattei † (15 de marzo de 1719-9 de abril de 1731 falleció)
- Alessandro degli Abbati † (21 de mayo de 1731-30 de abril de 1748 falleció)
- Raniero Felice Simonetti † (6 de mayo de 1748-20 de agosto de 1749 falleció)
- Giacomo Oddi † (22 de septiembre de 1749-2 de mayo de 1770 falleció)
- Francesco Angelo Pastrovich, O.F.M.Conv. † (14 de diciembre de 1772-4 de abril de 1783 falleció)
- Muzio Gallo † (14 de febrero de 1785-13 de diciembre de 1801 falleció)
- Dionisio Ridolfini Conestabile † (26 de septiembre de 1803-17 de diciembre de 1806 falleció)
- Antonio Gabriele Severoli † (11 de enero de 1808-8 de septiembre de 1824 falleció)
- Gaspare Bernardo Pianetti † (3 de julio de 1826-4 de marzo de 1861 renunció)
- Gaetano Bedini † (18 de marzo de 1861-6 de septiembre de 1864 falleció)
- Matteo Eustachio Gonella † (22 de junio de 1866-15 de abril de 1870 falleció)
- Luigi Serafini † (27 de junio de 1870-20 de febrero de 1880 renunció)
- Giovanni Battista Paolucci † (27 de febrero de 1880-9 de noviembre de 1892 falleció)
- Eugenio Clari † (16 de enero de 1893-9 de marzo de 1899 falleció)
- Antonio Maria Grasselli, O.F.M.Conv. † (19 de junio de 1899-30 de diciembre de 1913 renunció [nota 9])
- Emidio Trenta † (17 de julio de 1914-24 de enero de 1942 falleció)
- Adelchi Albanesi † (14 de abril de 1942-21 de marzo de 1970 falleció)
- Luigi Boccadoro † (8 de junio de 1970-27 de marzo de 1986 nombrado obispo de Viterbo)

### Obispos de Viterbo
- Luigi Boccadoro † (27 de marzo de 1986-14 de marzo de 1987 retirado)
- Fiorino Tagliaferri † (14 de marzo de 1987-30 de junio de 1997 retirado)
- Lorenzo Chiarinelli † (30 de junio de 1997-11 de diciembre de 2010 retirado)
- Lino Fumagalli (11 de diciembre de 2010-7 de octubre de 2022 retirado)
- Orazio Francesco Piazza, desde el 7 de octubre de 2022